# Jonathan Haggerty
Jonathan Haggerty (18 de febrero de 1997) es un peleador de Muay Thai británico que actualmente compite en la categoría de peso gallo de ONE Championship, donde es el actual Campeón Mundial de Kickboxing de Peso Gallo de ONE, además de haber sido Campeón Mundial de Muay Thai de Peso Mosca de ONE y Campeón Mundial de Muay Thai de Peso Gallo de ONE.

## Biografía
Haggerty creció en una zona difícil de Walworth Road, Londres. Aprendió Muay Thai de su padre a la edad de 7 años y comenzó a competir como aficionado a la edad de 12 años.

## Carrera en Muay Thai

### Carrera temprana
Haggerty hizo su debut profesional en 2014, contra Anthony Edwards, ganando la pelea por nocaut técnico en el cuarto asalto. Ganaría sus próximas cuatro peleas por detención, antes de pelear contra Gery Bavetta en Muay Thai Mayhem por el título ISKA World Super-Pluma Muay Thai. Derrotó a Bavetta por nocaut en el tercer asalto.
En sus siguientes dos peleas, Haggerty derrotó a Geo Marchese y James O'Connell por nocaut en el primer asalto. Sufrió su primera derrota profesional durante Yokkao 28, perdiendo por decisión ante Ja Kiatphontip. Se recuperó con un nocaut en el segundo asalto sobre Keith McLachlan en Yokkao 29. Estaba programado para pelear contra Liam Harrison en Yokkao 31, pero la pelea luego fracasaría. Harrison fue reemplazado por Superlek Kiatmuu9. Haggerty perdió la pelea por nocaut técnico. Antes de aparecer en Yokkao 31, Haggerty ganó el título internacional de peso superpluma de Muay Thai del CMB con un nocaut técnico sobre Isaac Araya.

### ONE Championship
Haggerty hizo su debut en ONE Championship en enero de 2019 y derrotó a Joseph Lasiri por decisión unánime.

#### Campeonato Mundial de Muay Thai de Peso Mosca de ONE
El 4 de mayo de 2019, Haggerty derrotó al legendario Sam-A Gaiyanghadao en ONE Championship: For Honor para ganar el Campeonato Mundial de Muay Thai de Peso Mosca de ONE.
Inmediatamente luego de recibir el cinturón, desafió al fenómeno de Muay Thai Rodtang Jitmuangnon, contra quien haría su primera defensa titular. La pelea se llevaría a cabo el 2 de agosto de 2019 en ONE Championship: Dawn of Heroes. Haggerty perdió la pelea y el título por decisión unánime.
Haggerty tendría una revancha con Rodtang por el título de Muay Thai de peso mosca el 10 de enero de 2020, en ONE Championship: A New Tomorrow. Haggerty perdió la pelea por TKO en el tercer asalto, luego de recibir 3 knockdowns en el asalto.
Haggerty enfrentó a Taiki Naito en ONE Championship: Big Bang 2. Ganó la pelea por decisión unánime.
Haggerty estaba programado para enfrentar al ex-retador titular de kickboxing de peso mosca de ONE Elias Mahmoudi el 28 de abril de 2023, en ONE on TNT 4. Su pelea cancelada debido a que las restricciones de viajes relacionadas con el COVID-19 hicieran que Haggerty fuera incapzar de viajar.
Haggery enfrentó a Arthur Meyer por el Campeonato Mundial de Peso Ligero de Muay Thai de ISKA el 20 de noviembre de 2021, en Siam Warriors Superfights. Ganó la pelea por KO en el segundo asalto.
Haggerty enfrentó a Mongkolpetch Petchyindee Academy el 11 de febrero de 2022, en ONE: Bad Blood. Ganó la pelea por decisión unánime y recibió el premio de Actuación de la Noche.
Haggerty estaba programado para enfrentar a Walter Goncalves en los cuartos de final del Grand Prix de Muay Thai de Peso Mosca de ONE el 20 de mayo de 2022, en ONE 157. Sin embargo, Haggerty se retiró de la pelea por razones médicas y fue reemplazado por Josue Cruz.
Haggerty estaba programado para enfrentar a Amir Naseri en una pelea de reserva del Grand Prix de Muay Thai de Peso Mosca de ONE el 26 de agosto de 2022, en ONE on Prime Video 1. Sin embargo, Haggerty se retiró de la pelea por una enfermedad no relacionada con el COVID el 24 de agosto.

#### Subida a peso gallo
Haggerty enfrentó a Vladimir Kuzmin el 19 de noviembre de 2022, en ONE on Prime Video 4. En el pesaje, Haggerty pesó 148 lbs, 3 libras sobre el límite. La pelea continuó en un peso pactado y Haggerty fue multado con el 20% de su bolsa, que fue hacía su oponente Kuzmin. Ganó la cerrada pelea por decisión mayoritaria.

#### Campeonato Mundial de Muay Thai de Peso Gallo de ONE
Haggerty enfrentó a Nong-O Gaiyanghadao por el Campeonato Mundial de Muay Thai de Peso Mosca de ONE el 21 de abril de 2023, en ONE Fight Night 9. Ganó la pelea y el título por KO en el primer asalto. Esta victoria lo hizo merecedor de un bono de Actuación de la Noche de $100.000.

#### Campeonato Mundial de Kickboxing de Peso Gallo de ONE
Haggerty enfrentó al Campeón Mundial de MMA de Peso Gallo de ONE Fabricio Andrade por el Campeonato Mundial Vacante de Kickboxing de Peso Gallo de ONE el 6 de octubre de 2023, en ONE Fight Night 15.La pelea se trasladó al ONE Fight Night 16. Haggerty ganó la pelea por KO en la segunda ronda y se convirtió en el Campeón Mundial de Kickboxing de Peso Gallo de ONE.
Haggerty hizo la primera defensa de su título de Muay Thai contra Felipe Lobo el 16 de febrero de 2024, en ONE Fight Night 19. Ganó la pelea por TKO en el tercer asalto.

##### Haggerty vs. Superlek 2
Haggerty hizo la segunda defensa de su título de Muay Thai en una revancha con el Campeón Mundial de Kickboxing de Peso Mosca de ONE Superlek Kiatmuu9 el 6 de septiembre de 2024, en ONE 168. Perdió la pelea por KO en el primer asalto.

## Campeonatos y logros
- ONE Championship
  - Campeonato Mundial de Muay Thai de Peso Gallo de ONE (Una vez)
    - Una defensa titular exitosa

  - Campeonato Mundial de Kickboxing de Peso Gallo de ONE (una vez, actual)
  - Campeonato Mundial de Muay Thai de Peso Mosca de ONE (Una vez)
  - Actuación de la Noche (Dos veces) vs. Mongkolpetch Petchyindee y Nong-O Gaiyanghadao[35]
- WBC Muaythai
  - Campeonato internacional de peso superpluma WBC Muaythai 2018.[36]
- Asociación Internacional de Karate Deportivo
  - Campeonato mundial de peso súper pluma ISKA Muay Thai 2016[37]
  - Campeonato mundial de peso ligero ISKA Muay Thai 2021
- ROAR combat league
  - Campeonato mundial de la liga de combate Roar 2017

## Récord en Muay Thai y Kickboxing
| Récord en Muay Thai y Kickboxing                                       | Récord en Muay Thai y Kickboxing | Récord en Muay Thai y Kickboxing | Récord en Muay Thai y Kickboxing     | Récord en Muay Thai y Kickboxing | Récord en Muay Thai y Kickboxing            | Récord en Muay Thai y Kickboxing | Récord en Muay Thai y Kickboxing |
| ---------------------------------------------------------------------- | -------------------------------- | -------------------------------- | ------------------------------------ | -------------------------------- | ------------------------------------------- | -------------------------------- | -------------------------------- |
| 23 Victorias (14 (T)KO's), 5 Derrotas                                  |                                  |                                  |                                      |                                  |                                             |                                  |                                  |
| Fecha                                                                  | Resultado                        | Oponente                         | Evento                               | Localización                     | Método                                      | Ronda                            | Tiempo                           |
| 06-09-2024                                                             | Derrota                          | Superlek Kiatmuu9                | ONE 168                              | Denver, Colorado                 | KO (Codazo)                                 | 1                                | 0:49                             |
| Perdió el Campeonato Mundial de Muay Thai de Peso Gallo de ONE.        |                                  |                                  |                                      |                                  |                                             |                                  |                                  |
| 16-02-2024                                                             | Victoria                         | Felipe Lobo                      | ONE Fight Night 19                   | Bangkok, Tailandia               | TKO (Cross de Derecha)                      | 3                                | 0:45                             |
| Defendió el Campeonato Mundial de Muay Thai de Peso Gallo de ONE.      |                                  |                                  |                                      |                                  |                                             |                                  |                                  |
| 04-11-2023                                                             | Victoria                         | Fabricio Andrade                 | ONE Fight Night 16                   | Bangkok, Tailandia               | KO (Golpes)                                 | 2                                | 1:57                             |
| Ganó el Campeonato Mundial Vacante de Kickboxing de Peso Gallo de ONE. |                                  |                                  |                                      |                                  |                                             |                                  |                                  |
| 21-04-2023                                                             | Victoria                         | Nong-O Gaiyanghadao              | ONE Fight Night 9                    | Bangkok, Tailandia               | KO (Golpes)                                 | 1                                | 2:40                             |
| Ganó el Campeonato Mundial de Muay Thai de Peso Gallo de ONE.          |                                  |                                  |                                      |                                  |                                             |                                  |                                  |
| 19-11-2022                                                             | Victoria                         | Vladimir Kuzmin                  | ONE on Prime Video 4                 | Kallang, Singapur                | Decisión (Dividida)                         | 3                                | 3:00                             |
| 2022-02-11                                                             | Victoria                         | Mongkolpetch Petchyindee Academy | ONE Championship: Bad Blood          | Kallang, Singapur                | Decisión (Unánime)                          | 3                                | 3:00                             |
| 2021-11-20                                                             | Victoria                         | Arthur Meyer                     | Siam Warriors Superfights            | Dublín, Irlanda                  | KO (Gancho de Izquierda y Cross de Derecha) | 2                                | 1:00                             |
| Ganó el título ISKA de peso ligero de Muay Thai.                       |                                  |                                  |                                      |                                  |                                             |                                  |                                  |
| 2020-12-04                                                             | Victoria                         | Taiki Naito                      | ONE Championship: Big Bang 2         | Kallang, Singapur                | Decisión (Unánime)                          | 3                                | 3:00                             |
| 2020-01-10                                                             | Derrota                          | Rodtang Jitmuangnon              | ONE Championship: A New Tomorrow     | Bangkok, Tailandia               | TKO (3 Knockdowns/Golpes al Cuerpo)         | 3                                | 2:39                             |
| Por el Campeonato Mundial de Muay Thai de Peso Mosca de ONE.           |                                  |                                  |                                      |                                  |                                             |                                  |                                  |
| 2019-08-02                                                             | Derrota                          | Rodtang Jitmuangnon              | ONE Championship: Dawn of Heroes     | Manila, Filipinas                | Decisión (Unánime)                          | 5                                | 3:00                             |
| Perdió el Campeonato Mundial de Muay Thai de Peso Mosca de ONE.        |                                  |                                  |                                      |                                  |                                             |                                  |                                  |
| 2019-05-04                                                             | Victoria                         | Sam-A Gaiyanghadao               | ONE Championship: For Honor          | Yakarta, Indonesia               | Decisión (Unánime)                          | 5                                | 3:00                             |
| Ganó el Campeonato Mundial de Muay Thai de Peso Mosca de ONE.          |                                  |                                  |                                      |                                  |                                             |                                  |                                  |
| 2019-01-18                                                             | Victoria                         | Joseph Lasiri                    | ONE Championship: Eternal Glory      | Yakarta, Indonesia               | Decisión (Unánime)                          | 3                                | 3:00                             |
| 2018-10-13                                                             | Derrota                          | Superlek Kiatmuu9                | Yokkao 31 & 32                       | Reino Unido                      | TKO (Parada médica/Cortes)                  | 2                                | 3:00                             |
| 2018-05-26                                                             | Victoria                         | Isaac Araya                      | Muaythai Mayhem                      | Reino Unido                      | TKO                                         | 2                                | 2:10                             |
| Ganó el título WBC Muay Thai Internacional de peso superpluma          |                                  |                                  |                                      |                                  |                                             |                                  |                                  |
| 2018-03-10                                                             | Victoria                         | Keith McLachlan                  | YOKKAO 29                            | Bolton,Inglaterra                | KO (Patada Alta Izquierda)                  | 2                                | 0:15                             |
| 2017-10-15                                                             | Derrota                          | Ja Kiatphontip                   | YOKKAO 28                            | Bolton,Inglaterra                | Decisión                                    | 5                                | 3:00                             |
| 2017-02-11                                                             | Victoria                         | James O'Connell                  | Roar Combat League 5                 | Bolton,Inglaterra                | KO (Patada a la Cabeza)                     | 1                                | 0:20                             |
| 2016-09-03                                                             | Victoria                         | Geo Marchese                     | UCMMA 48                             | Londres, Inglaterra              | KO                                          | 1                                |                                  |
| 2016-04-15                                                             | Victoria                         | Gery Bavetta                     | Muaythai Mayhem                      | Reino Unido                      | KO                                          | 3                                |                                  |
| Ganó el título ISKA de peso superpluma de Muay Thai                    |                                  |                                  |                                      |                                  |                                             |                                  |                                  |
| 2015-06-20                                                             | Victoria                         | Ross Cochrane                    | MTGP 1                               | Londres, Inglaterra              | KO                                          | 1                                |                                  |
| 2014-11-08                                                             | Victoria                         | Juan Jesús Antúnez               | WBC Muaythai international challenge | Inglaterra                       | KO                                          | 2                                |                                  |
| 2014-06-17                                                             | Victoria                         | ——                               | Chaweng Muay Thai Boxing Stadium     | Koh Samui, Tailandia             | KO (codazo)                                 | 3                                |                                  |
| 2014-04-14                                                             | Victoria                         | ——                               | Chaweng Muay Thai Boxing Stadium     | Koh Samui, Tailandia             | KO (Patada Alta Derecha)                    | 1                                |                                  |
| 2014                                                                   | Victoria                         | Anthony Edwards                  |                                      | Inglaterra                       | TKO (Parada médica)                         | 4                                |                                  |